# Brilliance V5
La Brilliance V5 è un'autovettura prodotta dalla casa automobilistica cinese Brilliance dal 2011.

## Descrizione
Presentata al salone di Guangzhou nel 2011 viene realizzata sulla base della Brilliance H530. 
La vettura ha subito un restyling nel 2014 che ha debuttato al salone di Pechino dello stesso anno, con una nuova griglia, nuovi fari, nuovi fanali posteriori e nuovi paraurti anteriore e posteriore.